# Пінгвін чубатий
Пінгві́н чуба́тий, або пінгві́н Рокхо́ппер (Eudyptes chrysocome) — вид птахів з роду Чубаті пінгвіни родини пінгвінових. Має 3 підвиди.

## Опис
Загальна довжина коливається від 45 до 60 см, вага від 2 кг і 4,3 кг. Статевий диморфізм не виражений, тільки у самців дзьоб більш коричневий. Очі червоно-помаранчевий. Дорослі мають жовті брови, які закінчуються в довгих шлейф проєктується на обидві сторони від масивних чорних пір'їн голови. Їхнє пір'я чорне на спині й біле на животі.

## Спосіб життя
Цей пінгвін є гамірним, сварливим на Фолклендських островах. Він має великий досвід по частині лазіння по дуже крутих гірських схилах за допомогою обох ніг. Заховані в скелястих кручах колонії можуть бути величезними, включаючи в себе багато тисяч пар, що розмножуються. Часто пінгвіни живуть разом з чорноголовими або королівськими альбатросами.
Чубатий пінгвін також майже всеїдний, живлячись ракоподібними (Euphausia lucens, Euphausia valentini, Thysanoessa gregaria, Themisto sp.), кальмарами (Gonatus antarcticus, Teuthowenia sp., Loligo gahi), рибою.
Розмноження триває з жовтня по квітень. Гніздо являє собою невелику ямку, оточену каменями та пір'ям. Батьки піклуються про яйця почергова. Через 30—35 діб з'являються пінгвінята. У віці 50—60 днів молоді пінгвіни виходять у море й можуть живиться самостійно.
Тривалість життя до 30 років (у неволі довше).

## Розповсюдження
Мешкають у південній Аргентині та південному Чилі, на Фолклендських островах, островах Окленд, Кергелен, Крозе, Маккуорі, Принц Едвард, Херд і Макдональд, Кемпбелл, архіпелазі Антиподів, Тристан-да-Кунья, Амстердам і Сен-Поль.
Чисельність чубатого пінгвіна на Фолклендських островах зменшилися дуже значно, їхні поселення тепер можуть скласти приблизно 10 % від їх чисельності в 1930-х роках. До того ж це зниження чисельності все ще триває. У 1996 році даний різновид було формально класифіковано як «вразливий».

## Підвиди
- Eudyptes chrysocome chrysocome
- Eudyptes chrysocome filholi
- Eudyptes chrysocome moseleyi